# Соналі Кулкарні
Соналі Кулкарні (гінді सोनाली कुलकर्णी англ. Sonali Kulkarni Sonali Kulkarni; нар. 3 листопада 1974 року, Пуне, Махараштра, Індія) — індійська акторка, знімається у фільмах на маратхі, гінді, гуджараті і англійською мовами. У 2002 році отримала спеціальний приз журі Національної кіноперміі Індії за роль в короткометражному фільмі «Chaitra»

## Життєпис
Соналі Кулкарні народилася 3 листопада 1974 року в місті Пуне (штат Махараштра, Індія) в сім'ї інженера. У Кулкарні є два брата — Сандіп та Сандеш.
Соналі дебютувала в кіно в 1990 році. Всього Кулкарні зіграла у понад 50-ти картинах на різних мовах Індії. Стала лауреаткою премій «National Film Awards» (2002), а також «Filmfare Awards» (1997) і «Screen Awards» (2005) у секції фільмів на маратхі.
Перший шлюб Соналі з режисером Чандракантом Кулкарні закінчився розлученням. З 24 травня 2010 року Кулкарні одружена з Начікетом Пантвайдья. У подружжя є донька — Кавері Пантвайдья (нар.18 жовтня 2011).